# Schwaneburger Moor
Das Schwaneburger Moor ist ein Naturschutzgebiet in der niedersächsischen Stadt Friesoythe im Landkreis Cloppenburg.
Das Naturschutzgebiet mit dem Kennzeichen NSG WE 159 ist 68 Hektar groß. Es liegt nördlich des Küstenkanals und der Bundesstraße 401. Unter Naturschutz gestellt ist ein kleiner Rest des ehemaligen Ostermoores, der nur relativ wenig durch Nutzung verändert wurde. Etwas nördlich liegt das zum gleichen Moorgebiet gehörende Naturschutzgebiet „Schwaneburger Moor-Nord“.
Das Gebiet steht seit dem 30. März 1985 unter Naturschutz. Zuständige untere Naturschutzbehörde ist der Landkreis Cloppenburg.